# Eleuthério de Souza Novaes
Eleuthério de Souza Novaes (Mariana, 13 de março de 1841 – Mariana, 1888) foi um militar, juiz e político brasileiro.

## Biografia
Foi batizado na Catedral Basílica Nossa Senhora da Assunção em 20 de fevereiro de 1842, faleceu na mesma cidade em 1888. Foi militar no Exército do Império, tendo alcançado a patente de Alferes e aposentando-se como Tenente-coronel. 
Foi, por várias vezes, vereador na cidade de Mariana e foi nomeado Juiz Municipal do Império na mesma cidade, sendo responsável por várias sentenças de alforria de escravizados nas chamadas ações de liberdade impetradas pelos próprios cativos. Por força dessas decisões foi um dos mais importantes juizes do império, sendo estudado e reconhecido em diversos estudos acadêmicos de história e de direito. 

### Casamento e descendência
Foi casado com Leopoldina Rosa do Espirito Santo, que passou a se chamar Leopoldina Rosa de Souza Novaes, o casamento ocorreu em 2 de janeiro 1869. Moraram e foram proprietários de um grandioso sobrado na rua Frei Durão, onde atualmente funciona a Casa de Cultura - Academia Marianense de Letras, Ciências e Artes. Esta edificação sediou a primeira casa de fundição de ouro de Minas Gerais, serviu de hospedagem para Dom Pedro II, foi sede das reuniões de rebeldes na revolta de Filipe dos Santos.
Teve muitos filhos que se destacaram na política, no serviço público e na docência, entre eles:
- Tito de Souza Novaes - (1870 - 1967) - foi vereador por diversas vezes em Mariana. Foi oficial de finanças da Secretaria de Finanças de Minas Gerais de 1902 a 1906.[5]
- Manoel Eliziário de Souza Novaes (1871).
- Juiz José Victoriano de Souza Novaes (1873) - Formado em Direito em 1894 [6], na segunda turma de formandos da Faculdade Livre de Direito de Minas Gerais, atual Universidade Federal de Minas Gerais,  foi juiz de direito no Estado de Minas Gerais, atuando na cidade de Caldas, depois de aposentado fundou uma escola pública na cidade, que recebeu seu nome Escola Estadual de Souza Novais.
- Eleutério de Souza Novaes - (1874) - Foi professor, mudou-se de Mariana para Itaberaí e posteriormente para Jataí, em Goiás, onde fundou em 1918 o Colégio Novaes, importante escola internato de Jataí, que funcionou no casarão onde hoje está instalado o Museu Histórico de Jataí.[7] Também fundou um importante grupo de escotismo chamado Grupo de Escoteiros Eleutério Novaes - Guardião Social.[8]
- Maria de Souza Novaes (1876).
- Concesso de Souza Novaes (1877).
- Carolina de Souza Novaes (1879 - 1971) - depois de casada passou a chamar-se Carolina Novaes de Godoy e era mãe do conhecido farmacêutico Jacintho Maria de Godoy.
- Domingos de Souza Novaes (1880) - Foi delgado de polícia em Mariana nomeado em 1916. [9]
- Carino de Souza Novaes (1883) - foi professor de matemática em Alvinopolis por muitos anos, depois se juntou ao irmão Eleutério no Colégio Novaes em Jataí - Goiás.
- Maria José de Souza Novaes (1884).
- Luiz Bruno de Souza Novaes (1884) -  foi responsável pelo Correios e Telégrafos de Mariana  durante anos até mudar-se com sua família para a cidade do Rio de Janeiro, onde foi diretor da Companhia Nacional de Trigo.
- Nativo de Souza Novaes (1887).
- Dolores de Souza Novaes (1889).